# Sorbo-Ocagnano
Sorbo-Ocagnano är en kommun i departementet Haute-Corse på ön Korsika i Frankrike. Kommunen ligger i kantonen Vescovato som tillhör arrondissementet Corte. År 2022 hade Sorbo-Ocagnano 901 invånare.

## Befolkningsutveckling
Antalet invånare i kommunen Sorbo-Ocagnano
Referens:INSEE